# Camponotus femoratus
Camponotus femoratus är en myrart som först beskrevs av Fabricius 1804.  Camponotus femoratus ingår i släktet hästmyror, och familjen myror. Inga underarter finns listade.